# Epelaspis anorus
Epelaspis anorus là một loài tò vò trong họ Ichneumonidae.